# Megafabbriche
Megafabbriche è un programma televisivo statunitense, in onda su Focus.
La serie esplora le grandi fabbriche che producono oggetti diffusi in tutto il mondo. Ogni episodio mostra i macchinari e il lavoro umano necessari per la realizzazione di ciascuno di questi prodotti.

## Stagioni
| Stagioni | Episodi | Prima TV  |
| -------- | ------- | --------- |
| 1        | 7       | 2006-2007 |
| 2        | 7       | 2007-2008 |
| 3        | 8       | 2009-2010 |
| 4        | 7       | 2011      |
| 5        | 29      | 2012      |
| 6        | 13      | 2012      |